# Tröingeberg
Tröingeberg est une localité suédoise située dans la commune de Falkenberg.